# Saison sociale irlandaise
La saison sociale irlandaise était une période de divertissement et de réceptions mondaines pour les aristocrates. Elle s'étendait chaque année de janvier à la Saint-Patrick (le 17 mars). Durant cette période, la petite et la grande noblesse quittaient leurs résidences habituelles dans le pays, et venaient habiter à Dublin des hôtels particuliers de style georgien, dans des quartiers tels que Ruthland (l'actuel Parnell Square), Mountjoy Square, Merrion Square et Fitzwilliam Square. Ceux qui disposaient de ressources financières plus faibles se logeaient, dans certains cas en louant, dans des propriétés plus petites, dans des rues proches. 
Le point focal de la saison était l'arrivée du Lord lieutenant d'Irlande, le représentant du roi, depuis sa résidence « hors saison », le Viceregal Lodge, pour séjourner en grande pompe dans les appartements du vice-roi du château de Dublin, où lui et sa femme donnaient une série de réceptions officielles, de banquets et de bals.
Cette période coïncidait aussi avec les sessions parlementaires de la Chambre des lords irlandaise, auxquelles beaucoup des pairs irlandais assistaient. Mais l'Acte d'Union de 1800 abolit le Parlement d'Irlande, qui fusionna avec celui de Grande-Bretagne en 1801.
L'abolition de la fonction de Lord lieutenant en 1922, l'émergence, la même année, de l'État libre d'Irlande, le déclin économique et social résultant de la Première Guerre mondiale provoquèrent le ralentissement, puis la disparition de la Saison sociale. La plupart des demeures aristocratiques de Merrion Square et de Fitzwilliam Square furent vendues. De nos jours elles sont utilisées comme bureaux par des entreprises.
Parmi les pairs irlandais, qui résidèrent à Dublin pendant la saison sociale, figurent :
- le duc de Leinster (le plus ancien pair d'Irlande)
- le marquis de Slane
- le duc d'Ormonde
- Lord Powerscourt
- le comte de Fingall
- le comte de Headfort